# فرانكافيلا بيزيو
فرانكافيلا بيزيو (بالإيطالية: Francavilla Bisio)‏ هي بلدية في مقاطعة ألساندريا في إقليم بييمونتي في إيطاليا.

## السكان
في سنة 1861 بلغ عدد السكان 717 نسمة، وتطور العدد ليصل في سنة 2011 لـ 518 نسمة.
يظهر هذا المخطط البياني تطور النمو السكاني لـ فرانكافيلا بيزيو